# دگرمن (صربستان)
دگرمن (به صربی: Degrmen) یک منطقهٔ مسکونی در صربستان است که در کورشوملیا واقع شده‌است. دگرمن ۹۶ نفر جمعیت دارد و ۷۶۵ متر بالاتر از سطح دریا واقع شده‌است.